# 장순일
장순일(張淳一, 1974년 8월 15일 ~ )은 전 KBO 리그 야구 선수의 외야수이며, 쌍방울 레이더스의 지명을 받지 못했다. 현재 SSG 랜더스 마케팅운영본부장이다. 

## 출신학교
- 1990년 ~ 1993년 : 신일고등학교
- 1993년 ~ 1997년 : 연세대학교 (1993학번)